# Jaime Bagattoli
Jaime Maximino Bagattoli (Presidente Getúlio, 26 de abril de 1961) é um político brasileiro, filiado ao Partido Liberal (PL). Atualmente, é senador da República eleito pelo estado de Rondônia.
É empresário do agronegócio e mora em Vilhena.. Em 2018 se candidatou ao Senado, ficando em terceiro lugar. Nas eleições de 2022, foi eleito senador por Rondônia, com 289.553 votos (35,87% do total), tendo como suplentes, Pastor Sebastião Valadares (PL) e Dheep Rover (PL), na coligação Pelo Bem de Rondônia. Pelo Bem do Brasil (PL, DC, PMB, PTB).

## Desempenho Eleitoral
| Ano  | Eleição              | Partido | Candidato a | Votos   | %                 | Resultado  | Ref   |
| ---- | -------------------- | ------- | ----------- | ------- | ----------------- | ---------- | ----- |
| 2018 | Estadual em Rondônia | PSL     | Senador     | 212.077 | 15,70% (3º Lugar) | Não Eleito | [ 5 ] |
| 2022 | Estadual em Rondônia | PL      | Senador     | 293.488 | 35,80% (1º Lugar) | Eleito     | [ 5 ] |